# Holstein-Glückstadt
El Ducado de Holstein-Glückstadt, llamado a veces como Schleswig-Holstein-Glückstadt o la parte real, fue un estado del Sacro Imperio Romano Germánico. Comprendía la parte de Holstein gobernada por el rey de Dinamarca y su capital era Glückstadt, situada sobre el río Elba.
Luego de 1648, las tierras danesas de Holstein y Schleswig pasaron a ser gobernadas desde Glückstadt. No obstante, sólo Holstein era parte del Sacro Imperio. El territorio real de Holstein y Schleswig era conocido en conjunto como Schleswig-Holstein-Glückstadt.
Antes de 1773, Holstein-Glückstadt estaba formado por las siguientes ämter: Rendsburg, el sur de Dithmarschen, Steinburg, Segeberg y Plön. Además, una parte importante de Holstein era administrada conjuntamente por Holstein-Glückstadt y Holstein-Gottorp (en especial, la costa del Mar Báltico). En 1773, Holstein-Gottorp fue entregado al emperador Pedro III de Rusia, su último duque, y pasó a manos de Dinamarca, de modo tal que Holstein volvió a conformar un único estado.
Holstein se convirtió en miembro de la Confederación Germánica en 1815 y pasó a dominio de Prusia luego de la Guerra de las Siete Semanas de 1864.

## Estatúderes de Holstein-Glückstadt
El rey danés, en su función de duque de Holstein y duque de Schleswig, nombró estatúderes (en alemán: Statthalter; en latín: produx) para que lo representaran en los ducados. Los estatúderes desempeñaron las funciones relacionadas con el poder ducal como señores patrimoniales en las participaciones reales de Holstein y Schleswig, así como la parte real en el gobierno condominial con las casas de Gottorp y Haderslev (esta última extinta en 1580) para todos los ducados de Holstein (hasta la retirada de Gottorp en 1773) y Schleswig (hasta la destitución de Gottorp del ducado en 1720).
- 1545-1550: Johan Rantzau
- 1550-1556: Conde Bertram von Ahlefeldt
- 1556-1598: Enrique Rantzau
- 1598-1600: ¿vacante?
- 1600-1627: Geerd Rantzau (1558-1627)[1]
- 1627-1647: vacante[1]
- 1647-1648: Príncipe Federico de Dinamarca[1]
- 1648-1663: Cristián de Rantzau
- 1663-1685: Friedrich von Ahlefeldt, conde de Langeland (1623-1686), vicegobernador desde 1660
- 1685-1697: Detlev zu Rantzau (1644-1697)
- 1697-1708: Friedrich von Ahlefeldt, conde de Langeland (1662-1708), vicegobernador desde 1686
- 1708-1722: Carl von Ahlefeldt, conde de Langeland (1708-1722)
- 1722-1730: ?
- 1730-1731: Margrave Carlos Augusto de Brandeburgo-Kulmbach (1663-1731), tío del siguiente
- 1731-1762: Margrave Federico Ernesto de Brandeburgo-Kulmbach (1703-1762), cuñado del rey Cristián VI de Dinamarca
- 1762-1768: Conde Friedrich Ludwig von Ahlefeldt-Dehn (1697-1771)
- 1768-1773: Príncipe Carlos de Hesse-Kassel